# The Adventures of Gilligan's Island
The Adventures of Gilligan's Island (även känd som Gilligan's Island: The Video Game) är ett Nintendo Entertainment System tv-spel av Bandai som är baserat på 1960-talets sitcom med samma namn.